# Serge Frechkop
Serge Alexandre Frechkop (russisch Сергей Исаакович Фрешкоп; * 10. August 1894 (oder 28. Juli 1894 nach altem russischen Kalender) in Moskau; † 1. Dezember 1967 in Brüssel) war ein belgischer Zoologe und Säugetierspezialist russischer Herkunft. 
Frechkop begann seine Studien 1913 in Moskau, unterbrach das Studium wegen des Ersten Weltkrieges und der Russischen Revolution bis 1921 und erwarb seinen Doktortitel 1924 in Zoologie; Im Jahre 1927 ließ er sich in Belgien nieder. Er arbeitete halbtags in der Industrie und nachmittags am Institut für Zoologie an der Universität Brüssel zusammen mit August Lameere. Ab 1930 arbeitete er am Königlichen Institut für Naturwissenschaften von Belgien. 
Er vertrat – ähnlich wie der deutsche Anthropologe Max Westenhöfer – die These der initialen Bipedie bei den Säugetieren, nach der die ursprünglichen Säugetiere bipede Lebensformen zeigten. Diese Theorie wird von der Mehrzahl der heutigen Wissenschaftler nicht mehr akzeptiert. Darüber hinaus vertrat er hinsichtlich der Abstammungsfrage des Menschen ebenfalls wie Westenhöfer die Ansicht, dass der Mensch innerhalb der Säugetierreihe das weitestgehend urtümliche Geschöpf ist und nicht in irgendeiner reduktionistischen Weise von den Großaffen abgeleitet werden kann.